# Mulona lapidaria
Mulona lapidaria är en fjärilsart som beskrevs av Walker 1866. Mulona lapidaria ingår i släktet Mulona och familjen björnspinnare. Inga underarter finns listade i Catalogue of Life.